# Bruno Fattori
Bruno Fattori (San Giustino, 31 marzo 1891 – Pisa, 15 ottobre 1985) è stato un poeta italiano.

## Biografia
Nato a San Giustino, in provincia di Perugia, ha studiato a Città di Castello e a Senigallia. Ha quindi frequentato Lettere a Roma, trasferendosi però al terzo anno a Bologna, dove si è laureato nel 1913.
Durante la prima guerra mondiale è stato chiamato al servizio di leva e si recò al fronte. Fu congedato nel giugno 1915 dopo essere rimasto ferito sul Carso. L'anno successivo si riarruolò, ma rimase di nuovo coinvolto in uno scontro e quindi fu congedato in modo permanente nel giugno 1916. 
Nel 1919 si sposò con Ada Castelli ed ottenne nello stesso anno una cattedra per l'insegnamento a Senigallia. Tre anni dopo venne trasferito a Ascoli Piceno, mentre in seguito si trasferì a Pisa, dove trascorse il resto della sua vita.
Morì nel 1985 a Pisa. Nel corso della sua attività ottenne diversi riconoscimenti per la sua produzione, tra cui una medaglia d'argento per la lirica alle Olimpiadi 1936.

## Opere
Lista parziale.
- Canti di guerra di un caporale (1919)
- La voce dei perduti (1928)
- Crescer d'anima (1941)
- Le maledette (1959)
- Addio alla scuola (1961)
- Voce di una guerra: liriche 1914-18 (1968)